# فهرست ورزشگاه‌های ملی

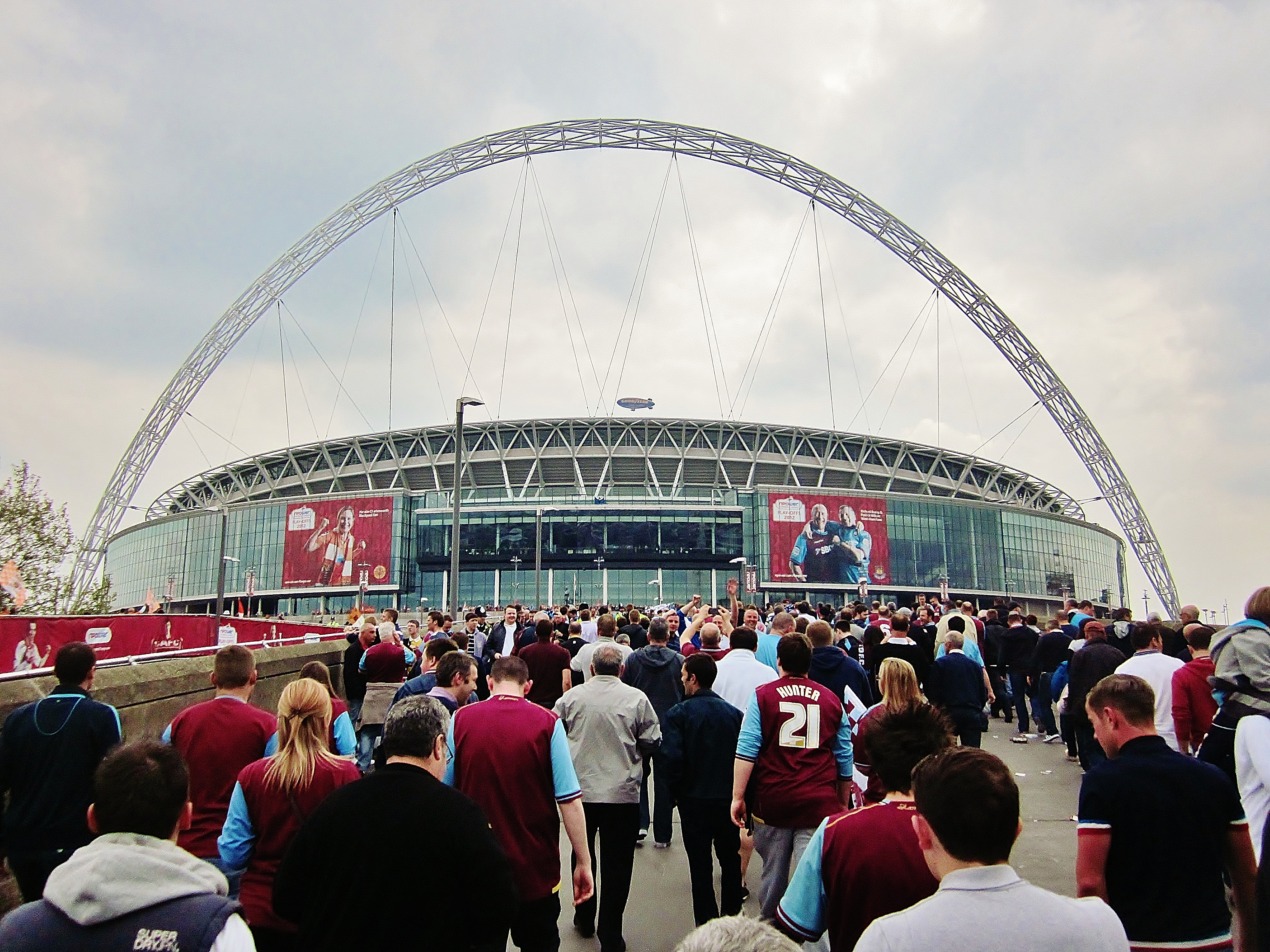
عکسی از منظره ومبلی وی قبل از فینال پلی آف قهرمانی 2012 بین وستهم و بلکپول.
ورزشگاه ملی به ورزشگاه اصلی تیم ملی یک کشور که بیشتر بازی‌های خود را در آن انجام می‌دهد و به عنوان ورزشگاه خانگی خود مورد استفاده قرار می‌دهد گفته می‌شود؛ این اصطلاح بیشتر در ورزش فوتبال کاربرد دارد. ورزشگاه‌های ملی معمولاً در پایتخت کشور یا شهرهای بزرگ واقع شده‌اند. این ورزشگاه‌ها اغلب (اما نه همیشه) بزرگترین و پر سابقه‌ترین ورزشگاه‌ها در بازی‌های مهم بین‌المللی (مانند: جام جهانی فوتبال، بازی‌های المپیک) به‌شمار می‌آیند. در بسیاری از اوقات (اما نه همیشه) این ورزشگاه‌ها توسط تیم‌های محلی نیز مورد استفاده قرار می‌گیرد. بسیاری از کشورها به مانند ایالات متحده آمریکا و اسپانیا دارای ورزشگاه ملی مشخصی نیستند و در عوض بازی‌ها به‌طور چرخشی در شهرهای گوناگون کشور برگزار می‌شود. نداشتن یک ورزشگاه مشخص ملی می‌تواند سودمند باشد از آنجایی که وجود آن تعداد تماشاگران را محدود می‌کند و با توجه به وسعت جغرافیایی کشوری مانند آمریکا بسیاری از هواداران تیم به دلیل هزینهٔ رفت و آمد از رفتن به ورزشگاه و داشتن سفر طولانی منصرف می‌شوند.
لیست ورزشگاه‌های کشورها به شرح زیر است:

## افغانستان
- ورزشگاه غازی (فوتبال)

## آلبانی
- کمال استفا
- الباسان آرنا
- ورزشگاه لورو بوریچی

## الجزایر
- ورزشگاه ۵ جولای ۱۹۶۲ (فوتبال)

## ساموآی آمریکا
- ورزشگاه یادبود کهنه سربازان(پاگو پاگو), پاگو پاگو (فوتبال)

## آندورا
- ورزشگاه کامیونال دآندورا لاولا (فوتبال)

## آنگولا
- استادیوم داسیدادلا (فوتبال)

## آنتیگوا و باربودا
- ورزشگاه آنتیگوا ریکریشن گراند (کریکت و فوتبال)

## آرژانتین
- ورزشگاه مونومنتال آنتونیو وسپوکیو لیبرتی (فوتبال)
- ورزشگاه ماری تران د ویس (بسکتبال و تنیس)
- ورزشگاه ناسیونال د هاکی (هاکی روی چمن)
- کامپو آرژانتینو د پولو (چوگان)
- سنارد (دو و میدانی)
- ورزشگاه خوزه آمالفیتانی، (که همچنین با نام ولز سارسفیلد نیز شناخته می‌شود) (راگبی ۱۵ نفره)— تیم ملی راگبی آرژانتین بیشتر بازی‌های آزمایشی خود را شش ملت و سه ملت(The Rugby Championship) در این ورزشگاه برگزار می‌شود.

## ارمنستان
- ورزشگاه هرازدان (فوتبال)
- ورزشگاه هانرا پتاکان (فوتبال)

## استرالیا
استرالیا دارای هیچ ورزشگاه ملی رسمی نیست با این وجود دو ورزشگاه بزرگ این کشور که رویدادهای مهم و بزرگ را میزبانی می‌کنند به شرح زیر هستند:
- ورزشگاه کریکت ملبورن (کریکت و فوتبال استرالیایی) - در حال حاضر بزرگترین ورزشگاه استرالیا و بزرگترین ورزشگاه موجود در نیمکرهٔ جنوبی زمین با گنجایش ۱۰۰٬۰۲۴ نفر.
- ورزشگاه استرالیا، currently known under a sponsorship deal as 'ANZ Stadium', the بازی‌های المپیک تابستانی ۲۰۰۰ (راگبی ۱۳ نفره، راگبی ۱۵ نفره، فوتبال and فوتبال استرالیایی) with a capacity of 84,000. There exists a popular rivalry between ANZ Stadium and the MCG due to lasting rivalries between ورزش فوتبال codes and the respective cities. There was an implied claim to being the new national stadium when it opened in 1999 with the name 'Stadium Australia'. کریکت is no longer played at the venue, while Australian rules will not be played there beyond 2016.[نیازمند منبع]

## اتریش
- ورزشگاه ارنست هاپل (فوتبال)

## جمهوری آذربایجان
- ورزشگاه المپیک باکو (فوتبال)

## باهاما
- ورزشگاه توماس رابینسون (فوتبال و دو و میدانی)

## بحرین
- ورزشگاه ملی بحرین (فوتبال)

## بنگلادش
- ورزشگاه ملی بنگلادش (فوتبال ودو و میدانی)
- ورزشگاه میرپور (کریکت)

## باربادوس
- ورزشگاه ملی باربادوس (دو و میدانی در فضای باز)

## بلاروس
- بوریسف آرنا (فوتبال)

## بلژیک
- ورزشگاه کینگ بودوئن (فوتبال و دو و میدانی)

## بنین
- ورزشگاه استاد د لا میتی (فوتبال)

## برمودا
- ورزشگاه ملی برمودا (فوتبال، راگبی ۱۵ نفره، دو و میدانی و کریکت)

## بوتان
- ورزشگاه چانگلیمیتهانگ (فوتبال و تیراندازی با کمان)

## بولیوی
- ورزشگاه هرناندو سیلس (فوتبال)

## بوسنی و هرزگوین
- ورزشگاه آسم فرهاتوویچ
- ورزشگاه پاد بیلیم بریگوم

## بوتسوانا
- ورزشگاه ملی بوتسوانا (فوتبال)

## برزیل
برزیل فاقد یک ورزشگاه رسمی ملی است. رویدادهای بزرگ (به‌طور خاص فوتبال) به‌طور متناوب و نوبتی در ورزشگاه‌های متفاوتی برگزار می‌شود. با این وجود در دوران نوسازی برای جام جهانی فوتبال ۲۰۱۴ و اضافه شدن نام ملی (به زبان پرتغالی: Estádio Nacional)بر نام بزرگترین ورزشگاه برازیلیا یعنی ورزشگاه مانه گارینشا نام رسمی آن به ورزشگاه ملی مانه گارینشا تغییر یافت هرچند که در واقع ورزشگاه ملی این کشور به حساب نمی‌آید.
بزرگترین و معروفترین ورزشگاه برزیل ورزشگاه ماراکانا است که در ریو دو ژانیرو قرار دارد. تیم ملی فوتبال برزیل مهمترین بازی‌های خود را در این ورزشگاه که بازی‌هایی از جمله چندین جام جهانی فوتبال و کوپا آمریکا که شامل دو مسابقهٔ فینال جام جهانی بوده(۱۹۵۰٬۲۰۱۴) را نیز میزبانی کرده در این ورزشگاه انجام داده‌است.

## برونئی
- ورزشگاه سلطان حسن البلقیه (فوتبال)

## بلغارستان
- ورزشگاه ملی واسیل لوسکی (فوتبال و دو و میدانی)

## بورکینافاسو
- ورزشگاه ۴ اوت ۱۹۸۳ (فوتبال)

## بوروندی
- ورزشگاه شاهزاده لوئیس آروگزور (فوتبال)

## کامبوج
- ورزشگاه ملی المپیک (فوتبال و دو و میدانی)

## کامرون
- ورزشگاه احمدو آهیجو (فوتبال و دو و میدانی)

## کانادا
- ایر کانادا سنتر (بسکتبال)
- بی ام او فیلد (تیم ملی فوتبال کانادا)
- میپل لیف کریکت کلاب (کریکت)
- ورزشگاه راجرز سنتر (بیسبال)
- ورزشگاه شمراک فیلد (Gaelic games)
- کانادا دارای هیچ ورزشگاه ملی برای هاکی روی یخ نیست. تیم ملی هاکی کانادا بازی‌های خود را در ورزشگاه‌های مختلف و در شهرهای گوناگون کانادا انجام می‌دهد.

Prior to confederation into Canada, the Dominion of Newfoundland used King George V Park as its national stadium.

## کیپ ورد
- ورزشگاه دا وارزیا (فوتبال)

## جمهوری آفریقای مرکزی
- ورزشگاه بارتلمی بوگاندا (فوتبال)

## چاد
- ورزشگاه اومنیسپورت ادریس محمد اویا (فوتبال)

## شیلی
- ورزشگاه ملی خولیو مارتینز پرادانوز (فوتبال)

## جمهوری خلق چین
- ورزشگاه ملی پکن (فوتبال و دو و میدانی)

## کلمبیا
- ورزشگاه متروپولیتنو روبرتو ملندز (فوتبال)[۱]

## جمهوری کنگو
- ورزشگاه آلفونس ماسامبا-دبا (فوتبال)

## جمهوری دموکراتیک کنگو
- ورزشگاه د مارتیز (ورزشگاه شهدا) (فوتبال و دو و میدانی)

## جزایر کوک
- ورزشگاه ملی (جزایر کوک)

## کاستاریکا
- ورزشگاه ملی کاستاریکا(۲۰۱۱) (فوتبال و دو و میدانی)

## کرواسی
ورزشگاه ملی ندارد.

## کوبا
- ورزشگاه لاتین آمریکن (بیسبال)

## قبرس
- ورزشگاه جی اس پی (فوتبال)

## جمهوری چک
- ورزشگاه استراهوف سوکول(Sokol)
- ورزشگاه ادن آرنا (فوتبال)
- ورزشگاه او۲ آرنا(پراگ) (هاکی روی یخ)

## دانمارک
- ورزشگاه پارکن (فوتبال)

## جیبوتی
- ورزشگاه دو ویل

## دومینیکا
- ورزشگاه ویندزور پارک (کریکت و فوتبال)

## جمهوری دومینیکن
- ورزشگاه المپیکو فلیکس سانچز (دو و میدانی و فوتبال)
- ورزشگاه کیزکوویا (بیسبال)

## تیمور شرقی
- ورزشگاه ملی(تیمور شرقی) (فوتبال)

## اکوادور
- ورزشگاه المپیکو آتاهوالپا (فوتبال و دو و میدانی)

## مصر
- ورزشگاه برج العرب (فوتبال)
- ورزشگاه بین‌المللی قاهره (فوتبال و دو و میدانی)

## السالوادور
- ورزشگاه کوسکاتلان (فوتبال)

## گینه استوایی
- ورزشگاه نوئوو مالابو (فوتبال)

## اریتره
- ورزشگاه چیچرو (فوتبال)

## استونی
- ورزشگاه آ. له کوک آرنا (فوتبال)
- ورزشگاه کادریورگ (دو و میدانی)
- ساکو سورهال آرنا (بسکتبال)

## اتیوپی
- ورزشگاه آدیس آبابا (فوتبال)

## جزایر فارو
- ورزشگاه ترسوولور (فوتبال)

## فیجی
- ورزشگاه ملی سووا (راگبی ۱۵ نفره)

## فنلاند
- ورزشگاه المپیک هلسینکی (فوتبال و دو و میدانی)
- ورزشگاه هارتوال آرنا (هاکی روی یخ)

## فرانسه
- ورزشگاه استاد دو فرانس (فوتبال، راگبی ۱۵ نفره، و دو و میدانی)
  - در مورد راگبی تیم ملی راگبی فرانسه در بازی‌های تست مچ از ورزشگاه مختلف کشور استفاده می‌کند اما برای قهرمانی شش ملت به‌طور خاص از ورزشگاه استاد دو فرانس استفاده می‌کند.

## گابن
- ورزشگاه عمر بونگو (فوتبال)

## گامبیا
- ورزشگاه استقلال (باکائو) (فوتبال)

## گرجستان
- ورزشگاه دینامو آرنا (فوتبال و راگبی ۱۵ نفره)

## آلمان
- تیم ملی فوتبال آلمان به‌طور معمول در ورزشگاه‌های متفاوت که در شهرهای مختلف هستند بازی می‌کند. با این وجود برای بازی‌های فینال جام حذفی فوتبال آلمان ورزشگاه المپیک برلین مورد استفاده قرار می‌گیرد. به عنوان یک ورزشگاه چندمنظوره ورزشگاه المپیک همین‌طور بازی‌های بین‌المللی دو و میدانی را میزبانی می‌کند و همچنین برنامه‌ریزی شده‌است تا رقابت‌های فوتبال آمریکایی قهرمانان اروپا در سال ۲۰۱۸ را نیز در کنار دیگر رویدادها میزبانی کند.

## غنا
- ورزشگاه اوهین دجان (فوتبال)

## یونان
- ورزشگاه المپیک آتن (دو و میدانی و فوتبال)

## گرینلند
- ورزشگاه نوک (فوتبال)
- ورزشگاه ملی گرینلند (پیشنهاد شده)

## گرنادا
- ورزشگاه ملی گرنادا (فوتبال و دو و میدانی)
- ورزشگاه کویینز پارک (کریکت)

## گواتمالا
ورزشگاه ماتئو فلورس (فوتبال و دو و میدانی)

## گینه
- ورزشگاه ۲۸ سپتامبر (فوتبال)

## گینه بیسائو
- ورزشگاه ۲۴ سپتامبر (فوتبال)

## جمهوری تعاونی گویان
- ورزشگاه بردا (کریکت)

## هندوراس
- Estadio Olímpico Metropolitano (فوتبال)
- Estadio Tiburcio Carías Andino (فوتبال)

## هنگ کنگ
- ورزشگاه هنگ کنگ (فوتبال و راگبی ۷ نفره)

## مجارستان
- ورزشگاه فرانس پوشکاش (نیازمند بازسازی است و تاکنون ورزشگاه گروپاما آرنا بیشتر بازی‌های بین‌المللی را میزبانی می‌کند)

## ایسلند
- ورزشگاه لویگارتالس‌وُتلور (فوتبال)

## هند
- ورزشگاه ملی دیان چاند (هاکی روی چمن)
- ورزشگاه یووا بهراتی کریرانگان (فوتبال)
- ورزشگاه جواهر لعل نهرو دهلی (فوتبال)

## اندونزی
- ورزشگاه گلورا بونگ کارنو
- ورزشگاه ایستورا سنایان (بدمینتون)

## ایران
- ورزشگاه آزادی تهران. ایران ورزشگاه آزادی

- ورزشگاه نقش جهان اصفهان، ایران

## عراق
- ورزشگاه الشعب
- ورزشگاه شهر بصره

## ایرلند
Team sports in Ireland are often governed by bodies representing both Republic of Ireland and Northern Ireland, on an All-Ireland basis.
- National Stadium (بوکس) (All-Ireland)
- ورزشگاه آویوا (تیم ملی فوتبال جمهوری ایرلند (Republic of Ireland), راگبی ۱۵ نفره (All-Ireland))
- Morton Stadium (athletics) (All-Ireland)
- ورزشگاه کروک پارک (Gaelic Athletic Association and International rules football) (both All-Ireland)

## اسرائیل
- ورزشگاه تدی (ورزش فوتبال)
- ورزشگاه سامی عوفر (ورزش فوتبال)
- نوکیا آرنا (بسکتبال)
- ورزشگاه کانادا (تنیس)

## ایتالیا
- تیم ملی ایتالیا معمولاً در ورزشگاه‌های مختلف کشور بازی می‌کند.
- ورزشگاه فلامینیو (راگبی ۱۵ نفره)
- ورزشگاه المپیک رم (المپیک و راگبی ۱۵ نفره)

## ساحل عاج
- ورزشگاه فلیکس هوفویت-بوینی (فوتبال)

## جامائیکا
- ورزشگاه پارک استقلال (فوتبال و دو و میدانی)
- ورزشگاه سابینا پارک (کریکت)

## ژاپن
- توکیو دم (بیسبال)
- ورزشگاه کوشین (بیسبال)
- ورزشگاه ملی المپیک توکیو (فوتبال و دو و میدانی)
- ورزشگاه بین‌المللی یوکوهاما (فوتبال)
- ورزشگاه راگبی چیچیبونومیا (راگبی ۱۵ نفره)—تیم ملی ژاپن بازی‌های خود را در ورزشگاه‌های مختلف سراسر کشور انجام می‌دهد. اما ورزشگاه چیچیبونومیا بیشترین تعداد میزبانی را دارد و شعبه مرکزی فدراسیون راگبی ژاپن در این مکان قرار گرفته‌است.
- ریوگوکو کوکوگیکان (سومو)

## کنیا
- Nyayo National Stadium
- Kasarani National Stadium

## کیریباتی
- Bairiki National Stadium (فوتبال)

## جمهوری کره
- ورزشگاه المپیک سئول (athletics)
- ورزشگاه جام جهانی سئول (فوتبال)

## جمهوری خلق کره
- ورزشگاه کیم ایل سونگ (فوتبال and athletics)
- ورزشگاه می دی

## کردستان
- ورزشگاه فرانسو حریری (فوتبال and athletics)

## قرقیزستان
- Spartak Stadium (فوتبال and athletics)

## لسوتو
- Setsoto Stadium (فوتبال and athletics)

## لبنان
- ورزشگاه کمیل شمعون

## لوکزامبورگ
- استادیوم جوزی بارتل

## لیبی
- 11 June Stadium

## لیختن‌اشتاین
- ورزشگاه راین پارک (فوتبال)

## لیتوانی
- Siemens Arena (بسکتبال)
- S. Darius and S. Girėnas Stadium (فوتبال)

## مقدونیه
- ورزشگاه فیلیپ دوم (فوتبال)

## مالزی
- Stadium Negara (فوتبال)
- ورزشگاه ملی بوکیت جلیل (فوتبال and athletics)

## مالت
- ورزشگاه ملی تاکالی (فوتبال)
- Hibernians Ground (راگبی ۱۵ نفره)

## مارتینیک
- Stade d'Honneur (فوتبال and athletics)

## مکزیک
- ورزشگاه آزتیکا (فوتبال)
- ورزشگاه المپیکو یونیورسیتاریو (دو و میدانی)
- Revolution Ice Rink (هاکی روی یخ)
- کشور مکزیک برای تیم‌های ملی بیسبال و بسکتبال دارای ورزشگاه ملی نیست.

## مولداوی
- استادیوم زیمبرو (فوتبال)

## موناکو
- ورزشگاه لویی دوم (فوتبال و دو و میدانی)

## مونته‌نگرو
- استادیوم شهر پودگوریچا (فوتبال)

## مراکش
- ورزشگاه مراکش

## نامیبیا
- Hage Geingob Stadium (راگبی ۱۵ نفره)

## هلند
- ورزشگاه المپیک آمستردام (دو و میدانی)
- تیم ملی هلند ورزشگاه ملی رسمی ندارد و بازی‌های خود را در شهرهای مختلف کشور انجام می‌دهد اما با این وجود بیشتر بازی‌های این تیم در شهر آمستردام و در ورزشگاه آمستردام آرنا که ورزشگاه خانگی باشگاه فوتبال آژاکس آمستردام است انجام می‌شود.

## نیوزلند
- Eden Park (کریکت و راگبی ۱۵ نفره)
  - Both the rugby and cricket national teams play at venues throughout the country, but Eden Park is the most frequently used.
- Westpac Stadium (ورزش فوتبال and راگبی ۱۵ نفره)
- Vector Arena (بسکتبال، نتبال)

## نیکاراگوئه
- Estadio Dennis Martinez (بیسبال and فوتبال)

## نیجریه
- استادیوم ابوجا (فوتبال and other sports)
- ورزشگاه ملی لاگوس (فوتبال and other sports)

## نروژ
- Ullevaal Stadion (فوتبال)
- Bislett Stadion (athletics)

## پاکستان
- استادیوم ملی کراچی،  (کریکت)

## پالائو
- استادیوم ملی پالائو (PCC Palau Track & Field Stadium), (فوتبال و دیگر ورزشها)

## پاناما
- استادیوم ملی پاناما (بیسبال)
- استادیوم رومل فرناندس (فوتبال)

## گینه نو پاپوآ
- Sir Hubert Murray Stadium (راگبی ۱۳ نفره، فوتبال)

## پاراگوئه
- Estadio Defensores del Chaco (فوتبال)

## پرو
- استادیوم ملی پرو (فوتبال)

## فیلیپین
- Rizal Memorial Sports Complex (مانیل)
  - ورزشگاه یادبود ریزال (athletics, فوتبال)
  - Rizal Memorial Coliseum (بسکتبال and other indoor sports)
  - Rizal Memorial Baseball Stadium (بیسبال)

## لهستان
- ورزشگاه سیلیزیان (فوتبال) - این ورزشگاه پیشتر توسط اتحادیه فوتبال لهستان به عنوان ورزشگاه رسمی ملی تیم ملی فوتبال لهستانطراحی شده‌است و در حال حاضر در حال بازسازی است.
- ورزشگاه ملی ورشو (فوتبال) - ورزشگاه خانگی تیم ملی فوتبال لهستان.
- National Rugby Stadium, ورزشگاه ملی راگبی.

## پرتغال
- ورزشگاه ملی لیسبون (فوتبال and athletics). However, the national football team very seldom plays there.
- Estádio Universitário de Lisboa (راگبی ۱۵ نفره)

## رومانی
- ورزشگاه ملی رومانی (فوتبال)
- Stadionul Național de Rugby (راگبی ۱۵ نفره) — The national team plays occasional matches at other venues around the country, but the vast majority of matches are held here.

## روسیه
- ورزشگاه لوژنیکی (فوتبال and athletics)

## سنت کیت و نویس
- Warner Park Sporting Complex (کریکت and فوتبال)

## سنت وینسنت و گرنادین
- Arnos Vale Stadium (کریکت and فوتبال)

## صربستان
- ورزشگاه ستاره سرخ (فوتبال)
- Belgrade Arena (بسکتبال)

## سنگاپور
- ورزشگاه ملی سنگاپور (فوتبال، athletics)
- Jalan Besar Stadium (فوتبال)

## سومالی
- Mogadishu Stadium

## اسپانیا
- The Spanish national football team usually plays at different stadiums throughout the country. However, it uses three stadiums frequently for exhibition and tournament qualification matches: ورزشگاه نیوکمپ (home ground of باشگاه فوتبال بارسلونا) is the biggest stadium in Spain and in Europe, ورزشگاه سانتیاگو برنابئو (باشگاه فوتبال رئال مادرید) has hosted important games like the 1982 FIFA World Cup Final, as well as it is located in مادرید، and finally, ورزشگاه المپیک سویا، in سویا.

## سیرالئون
- National Stadium (فوتبال and athletics)

## آفریقای جنوبی
The national football, rugby union and cricket teams all play at various venues throughout South Africa. However, these are the de facto national stadiums:
- ورزشگاه اف‌ان‌بی (فوتبال)
- Newlands (راگبی ۱۵ نفره)
- The Wanderers (کریکت)
- Randburg Astroturf (هاکی روی چمن)

## سورینام
- André Kamperveen Stadion (فوتبال)

## سوئد
- ورزشگاه فرندز آرنا (تیم ملی فوتبال سوئد)
- Gamla Ullevi (تیم ملی فوتبال زنان سوئد)
- Tele2 Arena (فوتبال آمریکایی، speedway)
- ورزشگاه المپیک استکهلم (دو و میدانی)
- اریکسون گلوب (هاکی روی یخ)
- Lugnet (اسکی نوردیک)
- Åre Ski Area (اسکی آلپاین)
- Stadium Arena (بسکتبال)
- Nya Örvallen (بیسبال)
- Eriksdalsbadet (ورزش شنا)

## سوئیس
- ورزشگاه وانکدورف (فوتبال)

## سوریه
- ورزشگاه عباسیون (فوتبال)
- ورزشگاه بین‌المللی حلب (فوتبال)

## تایوان
- Kaohsiung National Stadium (a.k.a. World Games Stadium) (فوتبال و دو و میدانی)

## تاجیکستان
- ورزشگاه پامیر (فوتبال و دو و میدانی)

## تانزانیا
- National Stadium

## تایلند
- ورزشگاه راجامانگالا (ورزش فوتبال و دو و میدانی)
- ورزشگاه ملی تایلند (ورزش فوتبال و دو و میدانی)

## ترینیداد و توباگو
- Hasely Crawford Stadium (فوتبال و دو و میدانی)

## ترکیه
- ورزشگاه المپیک آتاترک (فوتبال و دو و میدانی)

## ترکمنستان
- Olympic Stadium (فوتبال و دو و میدانی)

## تونس
- Stade Olympique de Rades

## اوگاندا
- Mandela National Stadium (فوتبال and athletics)

## اوکراین
- ورزشگاه ملی المپیسکی (فوتبال and athletics)

## بریتانیا
Team sports in the United Kingdom are often governed by bodies representing the Home Nations of England, Scotland, Wales and Northern Ireland – with some sports organised on an All-Ireland basis. In international sporting events these sports are contested not by a team representing the United Kingdom, but by teams representing the separate home nations, and as a result there are separate national stadiums for many sports.
- ورزشگاه المپیک لندن (athletics)
- ورزشگاه سنتر کورت (تنیس)
- پیست سیلورستون (ورزش‌های موتوری)

### انگلستان
- زمین کریکت لورد (کریکت)
- ورزشگاه تویینکهام (راگبی ۱۵ نفره)
- ورزشگاه ومبلی (فوتبال، راگبی ۱۳ نفره)
- Lee Valley Hockey & Tennis Centre (هاکی روی چمن) formerly National Hockey Stadium but no longer exists
- National Badminton Centre (بدمینتون)

### ایرلند شمالی
- Windsor Park (فوتبال)
- Mary Peters Track (athletics)

### اسکاتلند
- ورزشگاه همپدن پارک (فوتبال)
- ورزشگاه مورای‌فیلد (راگبی ۱۵ نفره)
- The Grange (کریکت)

### ولز
- ورزشگاه میلنیوم (راگبی ۱۵ نفره and فوتبال)
- SWALEC Stadium (کریکت)
- ورزشگاه کاردیف سیتی (فوتبال)

## ایالات متحده آمریکا
- به مانند اسپانیا، ایتالیا، آلمان و برزیل تیم ملی فوتبال ایالات متحده آمریکا نیز دارای هیچ ورزشگاه ملی مشخصی نیست. آنها در ورزشگاه‌های گوناگون و در شهرهای مختلف کشور بازی می‌کنند. با این وجود ۲۱ بازی در ورزشگاه یادبود رابرت اف. کندی و در پایتخت آمریکا واشینگتن، دی.سی. انجام شده‌است که در عمل این ورزشگاه را به‌طور غیررسمی ورزشگاه ملی این تیم کرده‌است. تیم ملی فوتبال زنان ایالات متحده آمریکا هیج ورزشگاه ملی ندارد.
- یو اس ای هاکی برای چند تیم خود ورزشگاه‌هایی را تعیین کرده‌است. ورزشگاه ان آربر آیس کیوب در ان آربر، میشیگان برای تیم زیر ۱۷ سال و زیر ۱۸ سال هاکی ایالات متحده آمریکا. تیم ملی هاکی روی یخ معلولان ایالات متحده آمریکا نیز تمرینات خود را در ورزشگاه بیل گریز رجینال آیسپلکس و در شهر برایتن ایالت نیویورک انجام می‌دهد. بازیهای این تیم نیز بیشتر در ورزشگاه هاربرسنتر بوفالو، نیویورک انجام می‌شود.
- بیشتر ورزشهای محبوب در ایالات متحده آمریکا ورزشگاه مشخصی ندارد و به‌طور چرخشی و در شهرها و مکان‌های بیطرف انجام می‌گیرد.

## اروگوئه
- ورزشگاه سنتناریو (فوتبال)
- Estadio Charrúa (راگبی ۱۵ نفره)

## ونزوئلا
- Estadio Pueblo Nuevo (فوتبال)

## ویتنام
- ورزشگاه ملی می دین (فوتبال)

## زیمبابوه
- National Sports Stadium (ورزش فوتبال، راگبی ۱۵ نفره و دو و میدانی)